# 戦国自衛隊
『戦国自衛隊』（せんごくじえいたい）は、日本のSF小説である。作家・半村良が中編小説として『SFマガジン』1971年の9月号・10月号に連載した。本作を直接の原作あるいは原案として映画・劇画・テレビドラマなど、『戦国自衛隊』を冠した作品が様々なジャンルで作られている（#派生作品）。

## 概説
「『近代兵器で武装した現代の軍隊』と『弓矢や刀で武装した戦国時代の鎧武者軍団』が戦ったらどうなるのか?」という疑問に対して、あくまで現実的な回答を用意したSF小説の金字塔であり、架空戦記の元祖的作品である。
1974年刊行の中短編集『わがふるさとは黄泉の国』（早川書房）に収録され、1975年のハヤカワ文庫版の際に初めて表題作となって刊行された。のちに角川文庫（1978年、1979年改版、2005年新装版）、ハルキ文庫（2000年）からも再刊されている。

## ストーリー
近代兵器を装備した自衛隊が、日本海沿岸一帯で大演習を展開していた。新潟県と富山県の県境に陸上自衛隊から第1師団、第12師団、そして海上自衛隊が集結して臨時の補給施設が設けられたが、そのうちの30名あまりを突如、「時震」が襲った。次の瞬間、伊庭義明（いば よしあき）・三等陸尉を中心とするその一団は、携えていた大量の補給物資や近代兵器とともに戦国時代へタイムスリップしていた。まもなく、戦国武将の一人である長尾景虎（現実の歴史では、後の上杉謙信）と出会った伊庭たちは、合戦三昧の世の中へ組み込まれていく。
やがて伊庭たちは、この戦国時代と彼らが知る歴史とには微妙なズレが生じていることや、斎藤道三や織田信長が存在していないことを知る。伊庭は景虎と手を組み、優れた戦略で現代の兵器と戦術を用いることで戦国時代を勝ち続け、川中島の戦いを経て畿内を制し、四方に強力な軍団を配置させて天下統一すら間近にするが、「我々が知る歴史と異なる歴史を持つこの世界における自らの役割は何か?」という疑問を拭えずにいた。
物語終盤、戦友たちと共に残りわずかな現代兵器を身に帯びた状況で京都の妙蓮寺に宿泊していた伊庭たちは、自分たちを危険視していた帝の意を受けた公家の下知を受けた細川藤孝に反乱を起こされ、多勢に無勢な戦いの中、次々に殺されていく。燃え盛る炎の中で最期を悟った伊庭は短刀を喉に突き立てるが、それと同時に「この世界は我々が知る世界とは異なる歴史を持とうとしていたが、我々がこの世界へ来て（信長らの代役となったことで）、タイムパラドックスを修正してしまった」という皮肉な事実に気付きながら息絶えるのだった。

## 登場兵器
- 60式装甲車[注釈 6]
- GMC 2トン半トラック
- 三菱・ジープ
- 19号型哨戒艇
- 川崎重工KV107IIバートル
- 64式7.62mm小銃
- 64式対戦車誘導弾（MAT）
- AH-64D
- 89式5.56mm小銃

## 派生作品

### 映画
戦国自衛隊

1979年の日本映画で、アクション監督・主演：千葉真一、監督：斎藤光正、製作：角川春樹事務所。配給収入13億円5000万円を計上した。
戦国自衛隊1549

2005年の日本映画で、主演：江口洋介、監督：手塚昌明、製作：角川映画株式会社。福井晴敏がプロットを作り、1979年の映画のリメイク的、また続編的作品として製作された。福井による小説も書かれている。

### 劇画
田辺節雄による『戦国自衛隊』は、原作に忠実な劇画化作品で、『プレイコミック』（秋田書店）に1975年から1976年まで連載された。続編として、田辺のオリジナルのストーリーによる『続・戦国自衛隊』が、2000年から2008年にかけて書き下ろしで刊行された。『続・戦国自衛隊』では関ヶ原の戦い、大坂の陣、島原の乱における自衛隊員たちの戦いが描かれている。また、『続・戦国自衛隊』は宇治谷順によってノベライズもされている。
森秀樹による劇画『戦国自衛隊』は、『コミック乱ツインズ 戦国武将列伝』および『コミック乱増刊 鬼平犯科帳 総集編』（リイド社）に2013年から2017年まで連載された。こちらは、本能寺の変で自衛隊に助け出された織田信長が各種現代兵器を大量に手に入れてしまい、天下統一どころか世界征服の野心を抱いて、自衛隊と戦うという、原作を離れたオリジナルのストーリーとなっている。

### テレビドラマ
『戦国自衛隊・関ヶ原の戦い』は、日本テレビ系列『DRAMA COMPLEX』枠で2006年1月31日・2月7日に放送された、前後編からなる長時間ドラマである。題名通り、関ヶ原の戦いを舞台とするが、劇画とは異なる独自のストーリーである。また、映画などの続編的要素もない。

### 演劇
劇団ゲキハロ第11回公演『戦国自衛隊』として、2011年9月から池袋サンシャイン劇場とシアターBRAVA!にて上演された。
Berryz工房と℃-uteのメンバーが、「月光組」と「風雲組」に分かれて公演を実施し、「月光組」は脚本・演出を大人の麦茶の塩田泰造が担当し、「風雲組」は脚本を林誠人、演出をTBSテレビの鈴木早苗が担当する。
2014年、Berryz工房10周年記念舞台・演劇女子部『ミュージカル 戦国自衛隊』として新宿の全労済ホールスペース・ゼロにて上演された。
脚本は加藤淳也、演出は大岩美智子が担当した。公演日時によりエンディングが2パターン用意された。

### ゲーム
カードバトルゲーム『生還せよ!戦国自衛隊』が、Mobageにて2011年12月7日より配信されていたが、のちに終了している。

### 外伝小説
吉田親司による外伝小説『自衛隊三国志』が、2008年に刊行されている。2002年に死去した半村良に代わる著作権管理者の許諾を取り、『戦国自衛隊』と同じ世界観で描かれているが、この小説では自衛隊が三国志の時代にタイムスリップする。旧『戦国自衛隊』の中心メンバーだった伊庭三尉の娘や、『続・戦国自衛隊』の登場人物の息子が自衛官として登場する。